# Audouville-la-Hubert
Audouville-la-Hubert település Franciaországban, Manche megyében. Lakosainak száma 76 fő (2022. január 1.). Audouville-la-Hubert Sainte-Marie-du-Mont, Saint-Martin-de-Varreville és Turqueville községekkel határos.

## Népesség
A település népességének változása:
| Lakosok száma | 128  | 93   | 97   | 68   | 72   | 80   | 79   | 75   | 76   | 76   |
|               | 1968 | 1982 | 1990 | 2006 | 2013 | 2015 | 2017 | 2019 | 2020 | 2022 |